# Kroměřížská selicha
Kroměřížská  selicha je židovská modlitba, žalozpěv. 
Jedná se o dílo anonymního autora čtené při sváteční liturgii v  kroměřížské synagoze až do roku 1941.

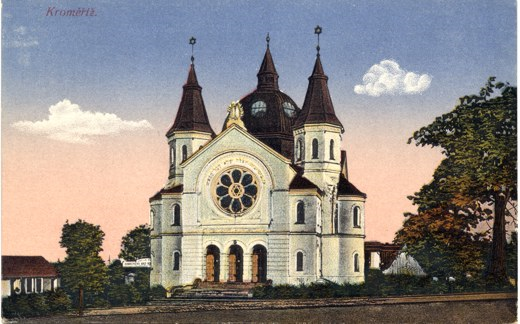
Dobová pohlednice s kroměřížskou synagogou odstřelenou Němci v roce 1942

## Rukopis
Selicha je psána  hebrejsky a uchovala se v rukopisu na pergamenu hebrejské knihy modliteb pro kantora v kroměřížské synagoze.
Rukopis je datován rokem 1702 a byl získán jako tzv. válečný svoz v letech 1942-45 ze svozového místa Kroměříž a je uložen v knihovně 
 Židovského muzea v Praze.
Kroměřížská selicha k 26. červnu 1643 - "El MALE RACHAMIM VE — CHESED AZUR" (Bože slitování plný, milosrdenstvím opásaný) byla česky publikováva ve
Věstníku židovských náboženských obcí v červnu 1993 (Roš Chodeš) v překladu  Jiřiny Šedinové.

## Obsah
Kroměřížská selicha - El MALE RACHAMIM VE — CHESED AZUR (Bože slitování plný, milosrdenstvím opásaný) připomíná 26. červen 1643 (9. tamuzu 5403),
kdy během  třicetileté války vpadla do Kroměříže švédská vojska pod velením 
generála  Lennarta Torstensona a s pomocí odbojných  Valachů 
vyplenila město a zanechala po sobě řadu mrtvých obyvatel. 
Tento text barvitě líčí tragický osud asi stovky kroměřížských  Židů během třicetileté války. 
Jedno z nejstarších  ghett na  Moravě bylo i se synagogou vydrancováno, drahocenné rukopisy spáleny a většina obyvatel včetně rabína Mordechaje ben Moše byla zavražděna. 
Někteří Židé zvolili raději dobrovolnou smrt v ohni a vodě. Text zmiňuje „na sedmdesát duší“, „zabitých a upálených, zardoušených a utopených, 
(…) a s nimi více než třicet knih  Tóry - Zákona svitků“.

## Ukázka
BOŽE slitování plný, milosrdenstvím se opásej,

nad dušemi čistých svá křídla rozpínej,

jejich památce k sobě stále vracet se dej

a mučedníků ze svaté obce Kroměříže nezapomínej.

(…) 

PUSTINA zůstává a vzrostlo opuštění,

neboť v městě zpustošeném obyvatel není.

Kroměříž – skvostný věnec stala se nyní propastí zničení,

dříve pokládaná za údolí požehnání.

(…)